# Автошлях О 150412
Автошлях О150412 — автомобільний шлях місцевого значення в Миколаївській області, колишній автомобільний шлях територіального значення Т-15-08. Проходить територією Березнегуватського району через Березнегувате — Висунськ. Загальна довжина — 13,6 км.